# Jiulio Caruso
Jiulio Caruso (Volta Redonda, 29 de julho de 1949 – 1º de novembro de 1989) foi um médico, professor e político brasileiro que foi deputado federal pelo Rio de Janeiro.

## Dados biográficos
Filho de Siciliano Caruso e Carmine Caruso. Formado em Medicina em 1974 na Escola de Ciências Médicas de Volta Redonda onde foi professor assistente com curso básico de saúde pública no Instituto Presidente Castelo Branco. Durante oito anos a partir de 1975 trabalhou no Instituto Nacional de Assistência Médica da Previdência Social (INAMPS) e na prefeitura de Volta Redonda.
Eleito vereador de Volta Redonda em 1976 pelo MDB, foi derrotado ao tentar uma cadeira na Câmara dos Deputados dois anos mais tarde e com a reforma partidária no Governo João Figueiredo migrou para o PMDB onde permaneceu até ingressar no PDT no qual foi eleito deputado federal em 1982. Licenciado para assumir a Secretaria de Transportes em agosto de 1983 em lugar de José Colagrossi, sofreu um acidente automobilístico na cidade de Uberlândia em dezembro de 1984 três meses após deixar o governo Leonel Brizola. Entrou em coma após o ocorrido e não retomou o mandato ausentando-se da eleição presidencial de 1985 onde Tancredo Neves venceu Paulo Maluf. Permaneceu comatoso até sua morte.